# روتا دیمانیا
روتا دیمانیا (به ایتالیایی: Rota d'Imagna) یک کومونه در ایتالیا است که در استان برگامو واقع شده‌است. روتا دیمانیا ۶٫۰ کیلومتر مربع مساحت و ۸۵۷ نفر جمعیت دارد و ۶۹۰ متر بالاتر از سطح دریا واقع شده‌است.